# نظرية الواحد الصفري
تنص نظرية الواحد الصفري، على وجود قيمة معرفة لكل من القيم غير المعرفة مثل: (0/0) أو (+∞)/(+∞).
وتنص النظرية أنه لكل قيمة غير معرفة نتيجتان ممكنتان فمثلا: قيمة (0/0) من خلال مبدأ الرياضيات فإن ناتج قسمة أي عدد على نفسه = (1)، أي انه من المفترض (0/0=1) .
لكن هناك نظرية أخرى انه عند قسمة الصفر على أي عدد فأن الناتج يكون صفر، لذلك النظرية تنص على وجود عدد جديد ليس معرفاً على خط الأعـداد وهو (الواحد الصفر)، ويكتب1 تتوسطه صفر، ولايمكن وضعه في مكان بخط الأعداد، لانه يحتمل ان يكون في مكانين، ولايمكن لشيء التواجد في مكانين في نفس الوقت.. لاحظ التالي:
- 0.000005/0.000005=1
- 0.0000005/0.000005=10

أي ان القيمة: تعتمد على مدى الاصفار، بعد الفاصلة.

## موجب مالا نهاية على موجب مالانهاية
بما أننا عرفنا ان ناتج (0/0) هو (الواحد الصفري)، فما هو ناتج (+∞)/(+∞): بما ان (∞) قيمة غير معروفة، وليست معرفة، لذلك فإن ناتج قسمتها يساوي (1), لانه وحسب المبدأ العام قسمة أي عدد على نفسه يساوي (1)، ولا يمكن أن تكون (0) لذلك هي (1).

## مالانهاية على سالب مالانهاية
ناتج قسمة (∞)/(-∞) = (-1), لان قسمة أي عدد (موجب/سالب) يحملان نفس القيمة هو (-1) لذلك ناتج هذه العملية هو (-1).

## دحض النظرية
تظل هذه النظرية «محل شك» بسبب عدم وجود مصادر كافية لإثباتها، ولاتوجد معلومات تاريخية عن نشأتها.
ونعرف اليوم، أن قسمة أي (عدد) على (الصفر) تعطي قيمة (لا نهائية). كما أن قسمة أي (عدد) على (اللانهاية) تعطي – نظرياً – (صفراً).. هذا الفهم استغرق قروناً من تطوير فرع رياضياتي هو علم التفاضل والتكامل، على يدي علماء تلقفوا أعمال الحسن بن الهيثم، والخوارزمي، وأبرزهم غوتفريد لايبنتز، وإسحق نيوتن، ويوهان بيرنولي، خلال القرن السابع عشر.